# Wilfried Eßer
Wilfried Eßer (* 31. Dezember 1944 in Hennhofen bei Augsburg) ist ein deutscher Maler.

## Werdegang
Eßer studierte von 1968 bis 1974 an der staatlichen Kunstakademie Düsseldorf bei Günther Grote, Rolf Sackenheim, Karl Otto Götz und Ole John.

## Ausstellungen
- 1973 „Between 7“, Kunsthalle Düsseldorf (Gruppenausstellung mit rund 90 Künstlern)
- 1976 „Nachbarschaft“, Kunsthalle Düsseldorf (Gruppenausstellung mit rund 400 Künstlern)
- 1985 „Heinrich Heine - eine deutsch / niederländische Begegnung“, BBK Wanderausstellung
- 1995 Ballhaus im Nordpark, Düsseldorf
- 1997 „Anthropisches Prinzip“ Ausstellung mit Wolf Röhl und Bernd Thater
- 1999 Konstruktivistisches Chaos "„Die vorhersagbare Unvorhersagbarkeit“
- Ausstellung mit Wolf Röhl, Bernd Thater, Jean Pierre Voissel, Ella Kuhl, Bernd Jacobs und Norbert Schwab